# 弗爾柳格鄉
45°29′N 21°51′E / 45.483°N 21.850°E
弗爾柳格鄉（羅馬尼亞語：Comuna Fârliug, Caraș-Severin），是羅馬尼亞的鄉份，位於該國西南部，由卡拉什-塞維林縣負責管轄，面積130平方公里，海拔高度206米，2007年人口1,886，人口密度每平方公里14人。